# Perlodes thomasi
Perlodes thomasi is een steenvlieg uit de familie Perlodidae. De wetenschappelijke naam van de soort is voor het eerst geldig gepubliceerd in 2013 door Vinçon, Dia & Kovács.